# Petko Petkov (calciatore)
Petko Petkov (in bulgaro Петко Петков?; Sinitovo, 3 agosto 1946 – Stara Zagora, 10 gennaio 2020) è stato un calciatore e allenatore di calcio bulgaro, di ruolo attaccante.

## Carriera

### Giocatore

#### Club
Gioca per quasi tutta la carriera nel Beroe, dove in campionato mette a segno 144 gol, risultando il miglior marcatore del club biancoverde nella massima serie bulgara, vincendo la classifica cannonieri nel 1974 e nel 1976.
Il 13 settembre 1972, nella partita di Coppa UEFA tra Beroe e Austria Vienna (club nel quale avrebbe poi militato dal 1980 al 1982), poi vinta dai bulgari per 7-0, mise a segno cinque reti.

#### Nazionale
Giocò 33 partite con la Nazionale bulgara, segnando 5 gol.

### Allenatore
Allenò per due volte il Beroe: dal 1983 al 1985 e dal 1987 al 1989.

## Palmarès

### Giocatore

#### Competizioni nazionali
- Campionato austriaco: 1

Austria Vienna: 1980-1981
- Coppa d'Austria: 1

Austria Vienna: 1981-1982

#### Competizioni internazionali
- Coppa dei Balcani: 1

Beroe: 1969

### Allenatore

#### Competizioni nazionali
- Coppa di Bulgaria: 1

Beroe: 1983-1984